# Catherine Quittet
Catherine Quittet-Boyer, francoska alpska smučarka, * 22. januar 1964, Megève, Francija.
Nastopila je na Olimpijskih igrah 1988, kjer je bila osma v veleslalomu in šestnajsta v superveleslalomu. V svetovnem pokalu je tekmovala enajst sezon med letoma 1979 in 1990 ter dosegla dve zmagi in še sedem uvrstitev na stopničke. V skupnem seštevku svetovnega pokala se je najvišje uvrstila na deveto mesto leta 1988, ko je bila tudi druga v veleslalomskem seštevku, leta 1987 je bila druga v superveleslalomskem seštevku. 